# Neferkamin Aanu
Neferkamin Aanu fue un faraón de la Dinastía VIII (ac. 2169-2167 a. C.), durante el primer periodo intermedio de Egipto.
Tras el hundimiento del Viejo Orden, al final de la Dinastía VI, los nomarcas del Alto Egipto establecen la hegemonía sobre sus territorios. 
Este gobernante podría pertenecer a un consejo temporal de mandatarios, constituido en un periodo de dificultades políticas o económicas. 
Su nombre se encuentra en la Lista Real de Abidos y fragmentos del Canon Real de Turín. Se le atribuye un reinado de 2 años, 1 mes y 1 día.

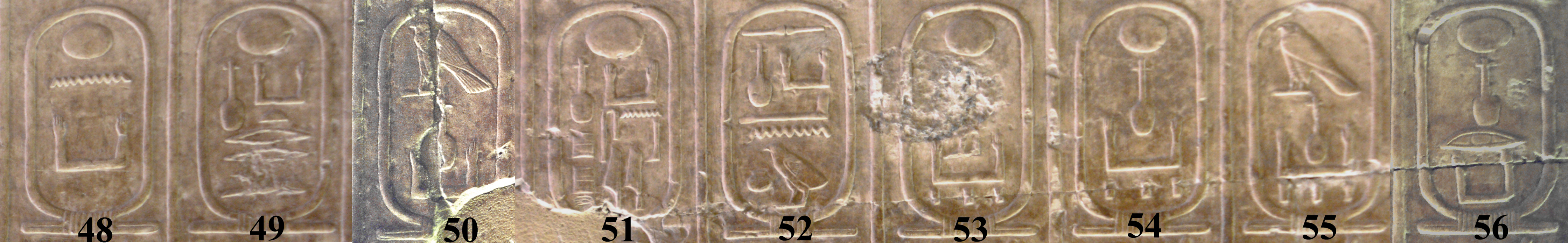
Lista Real de Abidos. Cartucho n.º 52.

## Titulatura
| Titulatura | Jeroglífico | Transliteración (transcripción) - traducción - (referencias) |

| z | nfr | kA | D36 · n | W24 | w |

| z | nfr | kA | D36 · n | W24 | w |

| z | nfr | kA | D36 · n | W24 | w |

| z | nfr | kA | D36 · n | W24 | w |

| z | nfr | kA | D36 · n | W24 | w |

| z | nfr | kA | D36 · n | W24 | w |

| z | nfr | kA | D36 · n | W24 | w |

| z | nfr | kA | D36 · n | W24 | w |

| z | nfr | kA | D36 · n | W24 | w |

| z | nfr | kA | D36 · n | W24 | w |

| z | nfr | kA | D36 · n | W24 | w |

| z | nfr | kA | D36 · n | W24 | w |

| z | nfr | kA | D36 · n | W24 | w |

| z | nfr | kA | D36 · n | W24 | w |

| z | nfr | kA | D36 · n | W24 | w |

| z | nfr | kA | D36 · n | W24 | w |

| Ba15 | D28 | Ba15a | nfr | f · r | G7 |

| Ba15 | D28 | Ba15a | nfr | f · r | G7 |

| Ba15 | D28 | Ba15a | nfr | f · r | G7 |

| Ba15 | D28 | Ba15a | nfr | f · r | G7 |

| Ba15 | D28 | Ba15a | nfr | f · r | G7 |

| Ba15 | D28 | Ba15a | nfr | f · r | G7 |

| Ba15 | D28 | Ba15a | nfr | f · r | G7 |

| Ba15 | D28 | Ba15a | nfr | f · r | G7 |

| Ba15 | D28 | Ba15a | nfr | f · r | G7 |

| Ba15 | D28 | Ba15a | nfr | f · r | G7 |

| Ba15 | D28 | Ba15a | nfr | f · r | G7 |

| Ba15 | D28 | Ba15a | nfr | f · r | G7 |

| Ba15 | D28 | Ba15a | nfr | f · r | G7 |

| Ba15 | D28 | Ba15a | nfr | f · r | G7 |

| Ba15 | D28 | Ba15a | nfr | f · r | G7 |

| Ba15 | D28 | Ba15a | nfr | f · r | G7 |

| s | nfr | kA |

| s | nfr | kA |

| s | nfr | kA |

| s | nfr | kA |

| s | nfr | kA |

| s | nfr | kA |

| s | nfr | kA |

| s | nfr | kA |

| s | nfr | kA |

| s | nfr | kA |

| s | nfr | kA |

| s | nfr | kA |

| s | nfr | kA |

| s | nfr | kA |

| s | nfr | kA |

| s | nfr | kA |

| D36 · n | W24 | w |

| D36 · n | W24 | w |

| D36 · n | W24 | w |

| D36 · n | W24 | w |

| D36 · n | W24 | w |

| D36 · n | W24 | w |

| D36 · n | W24 | w |

| D36 · n | W24 | w |

| D36 · n | W24 | w |

| D36 · n | W24 | w |

| D36 · n | W24 | w |

| D36 · n | W24 | w |

| D36 · n | W24 | w |

| D36 · n | W24 | w |

| D36 · n | W24 | w |

| D36 · n | W24 | w |